# Vrhaveč (Kostelec)
Vrhaveč je malá vesnice, část obce Kostelec v okrese Tachov v Plzeňském kraji. Nachází se 2,5 kilometru severovýchodně od Kostelce. Prochází zde silnice II/230. Vrhaveč je také název katastrálního území o rozloze 1,35 km².

## Historie
První písemná zmínka o vesnici pochází z roku 1243.

## Obyvatelstvo
| Rok            | 1869 | 1880 | 1890 | 1900 | 1910 | 1921 | 1930 | 1950 | 1961 | 1970 | 1980 | 1991 | 2001 | 2011 | 2021 |
| -------------- | ---- | ---- | ---- | ---- | ---- | ---- | ---- | ---- | ---- | ---- | ---- | ---- | ---- | ---- | ---- |
| Počet obyvatel | 142  | 176  | 141  | 144  | 141  | 190  | 140  | 63   | 40   | 53   | 34   | 26   | 29   | 18   | 28   |
| Počet domů     | 19   | 23   | 24   | 24   | 25   | 26   | 25   | 11   | 11   | 10   | 6    | 7    | 5    | 6    | 8    |

## Obecní správa
Při sčítání lidu v letech 1850–1920 Vrhaveč byl osadou obce Vlkýš v okrese Stříbro. V letech 1921–1960 byl samostatnou obcí v okrese Stříbro. V letech 1961–1976 byl částí obce Ostrov u Stříbra v okrese Tachov. Od 30. dubna 1976 do 31. prosince 1979 byl částí obce Kostelec v okrese Tachov. Od 1. ledna 1980 do 31. prosince 1988 byl částí města Kladruby v okrese Tachov. Od 1. ledna 1989 je opět částí obce Kostelec v okrese Tachov.

## Pamětihodnosti
- Mohylník[8]

## Další fotografie

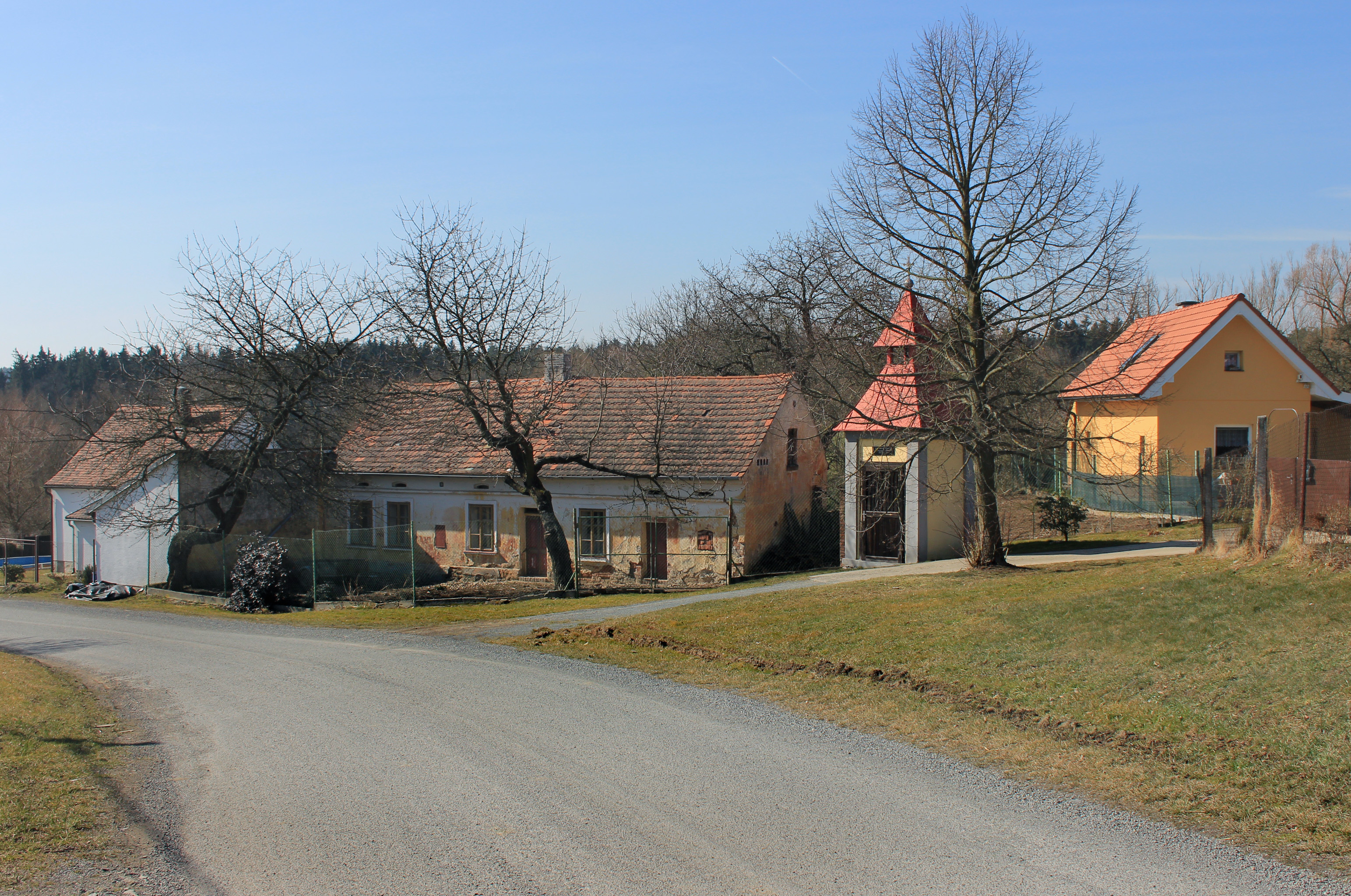
Malá náves
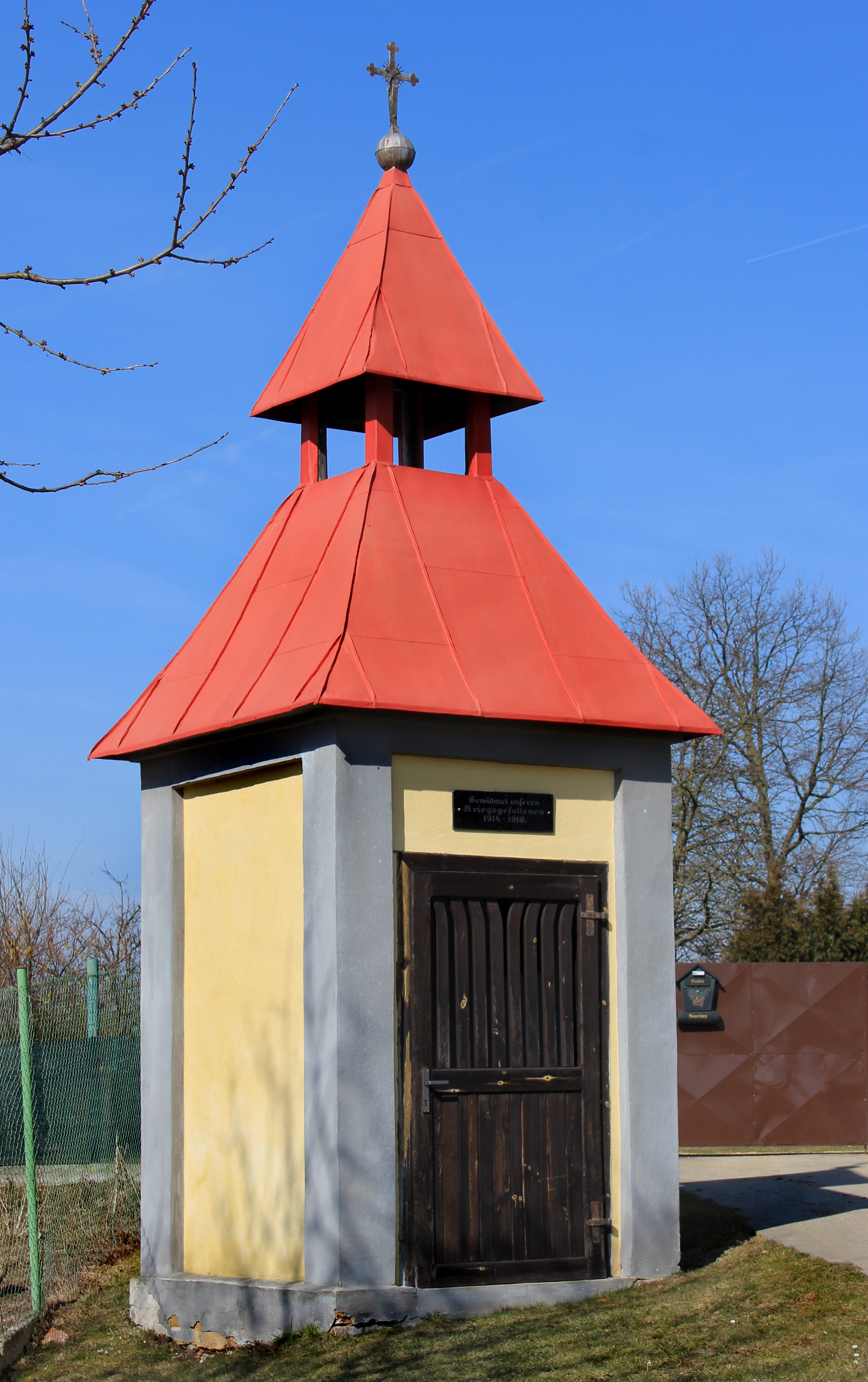
Kaple na návsi
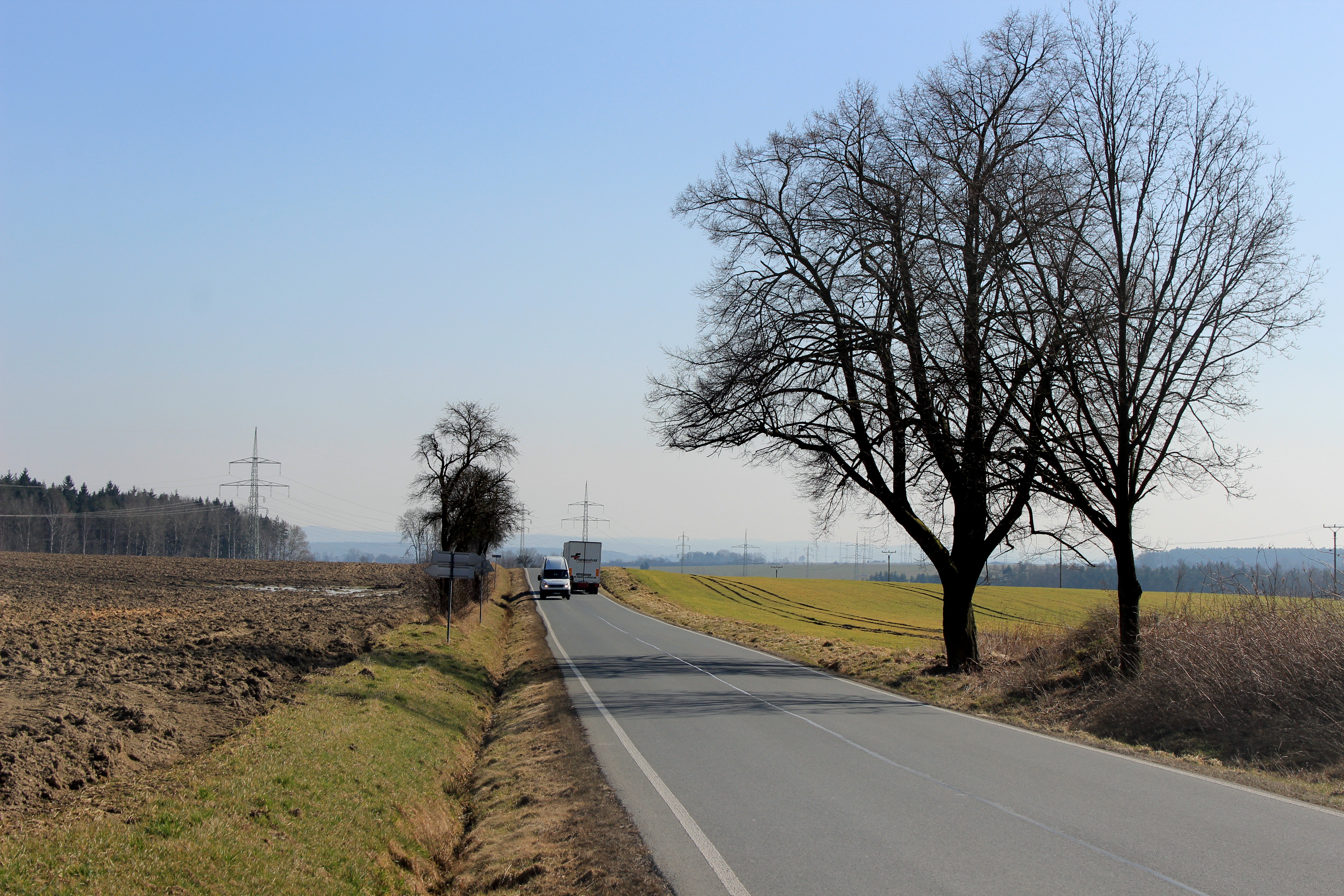
Hlavní silnice